# Preloge pri Šmarju
Preloge pri Šmarju je naselje u slovenskoj Općini Šmarje pri Jelšahu. Preloge pri Šmarju se nalazi u pokrajini Štajerskoj i statističkoj regiji Savinjskoj. 

## Stanovništvo
Prema popisu stanovništva iz 2002. godine naselje je imalo 107 stanovnika.